# Доктор Хто (сезон 5, 2010)
Прем'єра п'ятого сезону британського науково-фантастичного телесеріалу " Доктор Хто " відбулася 3 квітня 2010 року на каналах BBC One, BBC America і Space з показом серії " Одинадцята година ", а заключний епізод " Великий вибух " вийшов в ефір 26 червня 2010 року. Так, як Расселл Т Девіс покинув проект після виходу дилогії «Кінець часу», головним сценаристом і виконавчим продюсером в цьому сезоні став Стівен Моффат . В рамках сезону вийшло 13 епізодів, з них 6 сценаріїв були написані Моффатом. В якості со-виконавчих продюсерів виступили Пірс Венджер і Бет Вілліс, а продюсерів — Трейсі Сімпсон і Пітер Беннет. Незважаючи на те, що сезон зберіг нумерацію епізодів і є п'ятим з моменту відродження серіалу в 2005 (і тридцять першим за всю історію шоу), його серії отримали нові виробничі коди.
П'ятий сезон став першим, в якому Метт Сміт зіграв одинадцяте втілення Доктора, Повелителя часу, який подорожує в часі і просторі за допомогою ТАРДІС, живої машини часу (і космічного корабля), що виглядає як синя поліцейська будка 1920-х. У Доктора також з'явилася нова постійна супутниця, Емі Понд (Карен Гіллан), і один тимчасовий супутник, наречений Емі Рорі Вільямс (Артур Дервіл). За задумом, сезон повинен був стати ще більш фантастичним, щоб виділитися серед ряду інших науково-фантастичних і фентезійних проектів, тому знімальна група вирішила створити наліт казковості, оскільки всі режисери, які зняли епізоди п'ятого сезону, раніше практично не мали справи з «Доктором Хто» і в цілому були погано знайомі з шоу.
Прем'єру сезону у Великій Британії подивилося 10,085 мільйонів людей, що є найвищим показником з часів виходу епізоду «Роза», що став першою серією відродженого серіалу. За межами Великої Британії і на онлайн-сервісах «Доктор Хто» побив усі рекорди за переглядами. Сезон отримав, в цілому, позитивні відгуки критиків, особливої похвали удостоїлися сюжетні арки Моффата і акторська гра Сміта, Гіллан і Дарвіла. Однак багато рецензентів відзначили, що персонаж Емі не був достатньо розкритий, і що в «Докторі Хто» стало менше емоційних сцен. Також сезон отримав багато премій і номінацій. Актори та епізоди сезону були номіновані на різні премії, в тому числі, премію «Хьюго» за кращу постановку (мала форма) і BAFTA Cymru . На додаток до DVD з серіями сезону були випущені офіційні саундтреки, у тому числі «I am a Doctor», кілька книг і відеоігор. До чотирьох ігор був відкритий вільний доступ на офіційному сайті BBC.

## Про серіал
«Доктор Хто» (англ. Doctor Who) — культовий британський науково-фантастичний телесеріал компанії " Бі-бі-сі " про інопланетного мандрівника в часі, відомому як Доктор . Внесений до Книги рекордів Гіннесса як найтриваліший і найуспішніший науково-фантастичний серіал . Крім того, шоу прийнято ділити на дві частини: класичні серії, що транслювалися з 1963 по 1989 рік, і відроджений серіал, що виходить з 2005 року по теперішній час.
Головний персонаж серіалу «Доктор Хто», Доктор, є мандрівником в просторі і часі. Виглядає як людина, але відноситься до раси Володарів Часу з планети Галіфрей . Володарі Часу мають здатність регенерувати (перероджуватися) у міру потрапляння в смертельні ситуації. В результаті регенерації Повелитель Часу повністю змінює свою зовнішність і частково — характер. Доктор вважає себе останнім Володарем Часу. Позбавлений свого будинку, він рятує інші світи, в тому числі і людство .
Як спосіб пересування Доктор використовує ТАРДІС (англ. TARDIS — T ime A nd R elative D imension (s) I n S pace) — живу машину часу і одночасно космічний корабель, що виглядає як англійська синя поліцейська будка з 1920-х років, але вміщає в себе набагато більше, ніж здається (" вона більше всередині, ніж зовні "), а за здогадками, вона — безкінечна. Як підручного інструменту для здійснення дрібних операцій з предметами (замикання-відмикання замків, лагодження приладів, сканування чого-небудь і т. ін.) ним застосовується звукова викрутка . Доктор володіє нелюдським інтелектом .
Як правило, Доктор подорожує з різними супутниками. У п'ятому сезоні Доктора (точніше, у його одинадцятій інкарнації) супроводжує дівчина на ім'я Емі Понд, що з'явиляється і відкриває сезон з серії «Одинадцята година»  . Також на кілька серій до них приєднується наречений Емі, Рорі Вільямс  .

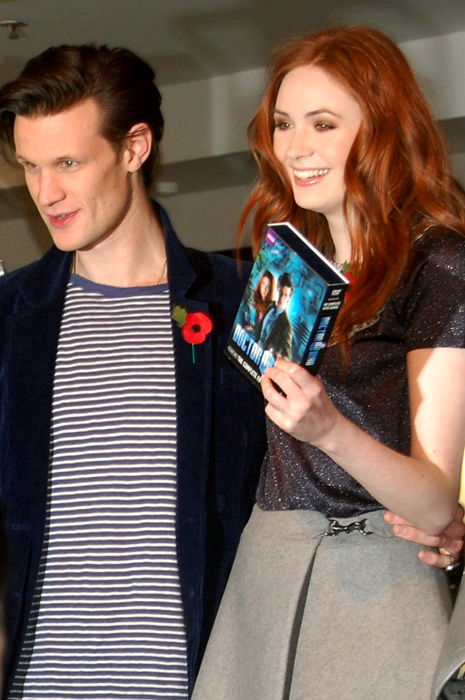
На роль Одинадцятого Доктора був затверджений Метт Сміт (зліва), а на роль його супутниці, Емі Понд, взяли Карен Гіллан (праворуч)